# Comuna Sopje, Virovitica-Podravina
Sopje este o comună în cantonul Virovitica-Podravina, Croația, având o populație de 2.320 de locuitori (2011).

## Demografie
Componența etnică a comunei Sopje
     Croați (92,46%)
     Sârbi (6,25%)
     Necunoscut (0,39%)
     Neclasificat (0,78%)
Componența confesională a comunei Sopje
     Catolici (92,28%)
     Ortodocși (6,25%)
     Necunoscută (0,91%)
     Alte religii (0,56%)
Conform recensământului din 2011, comuna Sopje avea 2.320 de locuitori. Din punct de vedere etnic, majoritatea locuitorilor (92,46%) erau croați, cu o minoritate de sârbi (6,25%). Apartenența etnică nu este cunoscută în cazul a 0,39% din locuitori. Din punct de vedere confesional, majoritatea locuitorilor (92,28%) erau catolici, cu o minoritate de ortodocși (6,25%). Pentru 0,91% din locuitori nu este cunoscută apartenența confesională.